# Pinilla de Toro
Pinilla de Toro – gmina w Hiszpanii, w prowincji Zamora, w Kastylii i León, o powierzchni 24,36 km². W 2011 roku gmina liczyła 272 mieszkańców.